# Shannonomyia (Shannonomyia) perreticularis
Shannonomyia (Shannonomyia) perreticularis is een tweevleugelige uit de familie steltmuggen (Limoniidae). De soort komt voor in het Neotropisch gebied.